# Walter Rowe

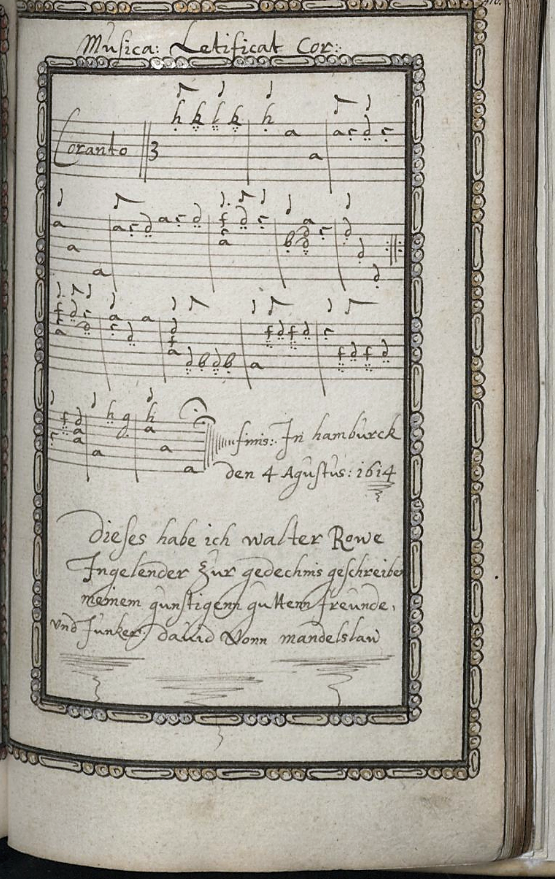
Autograph Walter Rowes im Stammbuch des David von Mandelsloh 1614 mit einer Courante

Walter Rowe (* um 1584 in England; begraben 3. Mai 1671 in Berlin) war ein englischer Gambist und Komponist.

## Leben und Wirken
Über seine frühen Lebensjahre existieren keine Quellen. Die Annahme Hans Joachim Mosers, Walter Rowe könnte ein Schüler Alfonso Ferraboscos des Jüngeren gewesen sein, gilt als nicht gesichert. 1614 wurde Rowe als Gambist und Spieler der Viola bastarda in die kurbrandenburgische Hofkapelle zu Berlin aufgenommen, wofür eine Besoldung von jährlich 400 Reichstalern erhielt. Im selben Jahr hielt er sich in Hamburg auf, vermutlich auf Einladung des Komponisten und Ratsmusicus William Brade, der ebenfalls aus England stammte. 1621 wurde sein Gehalt zunächst auf 900 Reichstaler erhöht. 1626 unternahm er eine Konzertreise zu Herzog Johann Albrecht zu Mecklenburg-Güstrow. Rowe scheint aber durch die Auswirkungen des Dreißigjährigen Krieges, der überall in Deutschland den Niedergang der Hofmusiken verursachte, 1628 seine Anstellung verloren zu haben. Erst 1647 bat er um eine neue Bestallung, die er für 300 Reichstaler und einen zusätzlichen Deputatlohn auch erhielt.
Rowe war ein gefragter Lehrer. Er bildete auf Kosten des Kurfürsten mehrere Schüler für die höfische Kammermusik aus. Zu seinen Schülern zählten u. a. Sigmund Theophil Staden, der ein mehrmonatiges Stipendium des Nürnberger Rats für das Erlernen der Viola bastarda erhielt, und Knaben, die ihm aus Mecklenburg-Güstrow und vom Kronprinzen Christian von Dänemark geschickt worden waren. Daneben unterrichtete er die kurfürstlichen Prinzessinnen Luise Charlotte und Hedwig Sophie. Für Luise Charlotte legte er 1632 ein Liederbuch an, in dem auch vier seiner Kompositionen, die Lieder Ach Gott, warumb muß ich so lamentiren, N’obtiendra je rien mon amour fidele, Wie gantz erbärmlich ist doch diese zeit und Adieu all trauren und klagen erhalten sind. Weiterhin sind von Rowe eine Courante für Viola bastarda oder Viola da gamba, drei Stücke für die Bastarda in Tabulaturnotation und eine Choralmelodie überliefert.
Rowes gleichnamiger Sohn Walter (* vor 1616; † Berlin, 29. August 1672) war einer seiner Schüler, er spielte ab 1638 in der kurbrandenburgischen Hofkapelle die Viola da gamba und ist bis 1657 am Hof des Herzogs von Mecklenburg-Güstrow aufgetreten.

## Quelle und Weblinks
- Walter Rowe and the Earliest Baryton Music

| Personendaten    | Personendaten                    |
| ---------------- | -------------------------------- |
| NAME             | Rowe, Walter                     |
| KURZBESCHREIBUNG | englischer Komponist und Gambist |
| GEBURTSDATUM     | um 1584                          |
| GEBURTSORT       | England                          |
| STERBEDATUM      | begraben 3. Mai 1671             |
| STERBEORT        | Berlin                           |